# 음력 12월 28일
음력 12월 28일은 음력 12월의 28번째 날이다.

## 사건
- 1895년 - 아관파천.
- 1957년 - 창랑호 납북 사건 발생.

## 문화
- 1980년 - 한국방송공사 교육채널 KBS 3TV(컬러방송, 현 EBS 1TV)와 KBS 교육라디오(현 EBS FM) 개국.

## 탄생
- 1964년 - 대한민국의 아나운서 출신 배우, 방송인 오영실.
- 1967년 - 대한민국의 배우 박상면.
- 1986년 -
  - 대한민국의 아나운서 김선신.
  - 대한민국의 가수 마이진.
- 1972년 - 대한민국의 배우 예지원.
- 1995년 - 대한민국의 배우 이열음.
- 1997년 -
  - 대한민국의 가수 정찬우 (iKON).
  - 대한민국의 가수 문빈 (아스트로).

## 같이 보기
- 음력 360일: 1월 2월 3월 4월 5월 6월 7월 8월 9월 10월 11월 12월
- 전날:12월 27일 다음날:12월 29일 - 전달:11월 28일 다음달:1월 28일
- 양력:12월 28일
- 음력, 윤달